# Domkapelle St. Eberhard
Die Domkapelle St. Eberhard ist der Kammerchor der Dommusik St. Eberhard in Stuttgart. Die Leitung liegt des Chores liegt zurzeit bei Lydia Schimmer.
Der Chor tritt je nach Programm in wechselnden Besetzungen vom klein besetzten Vokalensemble bis zum 40 Stimmen umfassenden Kammerchor auf und arbeitet projektbezogen.
Zum Repertoire der letzten Jahre gehört neben A-cappella-Werken der klassischen Vokalpolyphonie, den Messvertonungen der Wiener-Klassik von Joseph Haydn und Wolfgang Amadeus Mozart auch die Matthäuspassion von Johann Sebastian Bach. Im Bereich der Neuen Musik gestaltete das Ensemble diverse Uraufführungen für den Verein zur Förderung zeitgenössischer liturgischer Musik in Tübingen.
Eine fast 200-jährige Tradition verbindet die Kirchenmusik von St. Eberhard mit dem ehemaligen Hof- und heutigen Staatsorchester Stuttgart, dessen Mitglieder der Domkapelle bei orchesterbegleiteten Werken als professioneller Partner zur Seite stehen.
Die Domkapelle ist seit ihrer Gründung im Jahre 1994 eingebunden in den liturgischen Dienst an der Konkathedrale der Diözese Rottenburg-Stuttgart und gestaltet die Domliturgie im Wechsel mit den anderen Ensembles der Stuttgarter Dommusik.